# Orient (Washington)
Pour les articles homonymes, voir Orient.
Orient  est une census-designated place américaine de l'État de Washington dans le comté de Ferry. 
La population était de 113 habitants en 2010.